# مايكل شيموس وايلز
مايكل شيموس وايلز (بالإنجليزية: Michael Shamus Wiles)‏ هو ممثل أمريكي، ولد في 27 أكتوبر 1955 بإيفرت في الولايات المتحدة.

## أعمال

### أفلام
- (1996) شخصي وعن قرب[1]
- (1997) نظرية المؤامرة[2]
- (1999) ماغنوليا
- (1999) نادي القتال[3]
- (2000)  جحيم
- (2001)  الذكاء الاصطناعي[4][5][6]
- (2001) بيرل هاربر[7][8][9]
- (2007) المتحولون
- (2007) حروب التنين

### مسلسلات
- آنجل
- اختلال ضال
- موردر
- عقول إجرامية
- كولد كيس

## وصلات خارجية
- مايكل شيموس وايلز على موقع IMDb (الإنجليزية)
- مايكل شيموس وايلز على موقع ألو سيني (الفرنسية)
- مايكل شيموس وايلز على موقع أول موفي (الإنجليزية)
- مايكل شيموس وايلز على موقع قاعدة بيانات الأفلام السويدية (السويدية)
- مايكل شيموس وايلز على موقع قاعدة بيانات الفيلم (الإنجليزية)
- مايكل شيموس وايلز على موقع كينوبويسك (الروسية)